# Gela Allmann
Angelika „Gela“ Allmann (* 24. April 1984 in Dachau) ist eine deutsche Trailrunning- und Skitourenläuferin, Model, Autorin und Coach.

## Werdegang
Allmann wuchs in Markt Indersdorf auf und studierte Sportwissenschaft in München. Sie ist Diplom-Sportwissenschaftlerin mit dem Schwerpunkt Sportmanagement und verfügt über einen Master in „Sport, Medien und Kommunikation“.
Sportlich ist sie vor allem als Bergläuferin sowie Skibergsteigerin aktiv. Daneben arbeitet sie als Sportmodell, freie TV-Redakteurin und -Moderatorin und Trainerin.

## Unfall
Bei einem Fotoshooting im April 2014 in Island verließ das Team die normale Skitourenroute zu einem steilen, vereisten Hang. Allmann schlitterte ungebremst talabwärts, nach 150 Höhenmetern stürzte sie über einen Felsvorsprung und überschlug sich.
Immer wieder prallte sie gegen Felsen, zerschellte ihr rechtes und linkes Knie sowie die linke Schulter. Ihr rissen Muskeln, Bänder, Sehnen und die Hauptarterie des rechten Beins. 100 Meter vor dem Fjord im Tal konnte sie mit letzter Kraft den Absturz bremsen. Insgesamt fiel sie 800 Meter in die Tiefe. Ihr rechtes Bein war bis zur OP acht Stunden ohne Blutversorgung.
Allmann wirft dem Burda-Verlag Fehlverhalten in der Organisation und Durchführung des Shootings vor. Demnach habe es am Tag des Unfalls ohne einen professionellen ortskundigen Bergführer stattgefunden. Außerdem habe das Team die vom Bergführer Jökull Bergmann empfohlene, sichere Skitourenroute 300 Meter weit verlassen. Schlussendlich kam es zu einer außergerichtlichen Einigung.

## Sportliche Erfolge

### Berglauf
- Kaisermarathon Söll 2013: Platz 5 (4:23:20, 1. Altersklasse W20)[7]
- Tegelberglauf 2013, Platz 7 (0:58:30, 2. Altersklasse W20)[8]
- Bestzeit Halbmarathon – Tegernseelauf 2013, 1:32:58 (Platz 8)[9]
- Zugspitz-Extremberglauf 2012: Platz 4 (2:48:51, 2. Altersklasse W20),[10] 2013: Platz 10 (2:33:11, 1. Altersklasse W20)[11]
- 3 Zinnen Alpine Run 2012: Platz 10 (2:06.19, 1. Altersklasse W20)[12]

### Skibergsteigen
- Mountain Attack 2014, Platz 5 Damen
- Mountain Attack 2013, Platz 3 Damen
- Deutsche Meisterschaft Skibergsteigen 2013, Platz 4 Damen
- Heecher Speed Up Schwarz 2013, Platz 2 Damen
- Dynafit Snow Leopard Trophy 2012, Platz 1 Damen

## Auszeichnungen
- 2016 Bayerischer Sportpreis in der Kategorie "Jetzt erst Recht!"[13]

## Dokumentationen
Die Dokumentation One Step von Mario Feil (D 2016, 28 Min.; als Kurzdokumentation 7:47 Min.) erzählt die Geschichte ihres Unfalls.

## Veröffentlichungen
- Sturz in die Tiefe – Wie ich 800 Meter fiel und mich zurück ins Leben kämpfte. Malik, München 2016, ISBN 978-3-89029-465-0.
- Fight.Smile.Love. Alles, was du brauchst, ist in dir. Piper, München 2022, ISBN 978-3-492-06304-3